# Brněnský rozhlasový orchestr lidových nástrojů

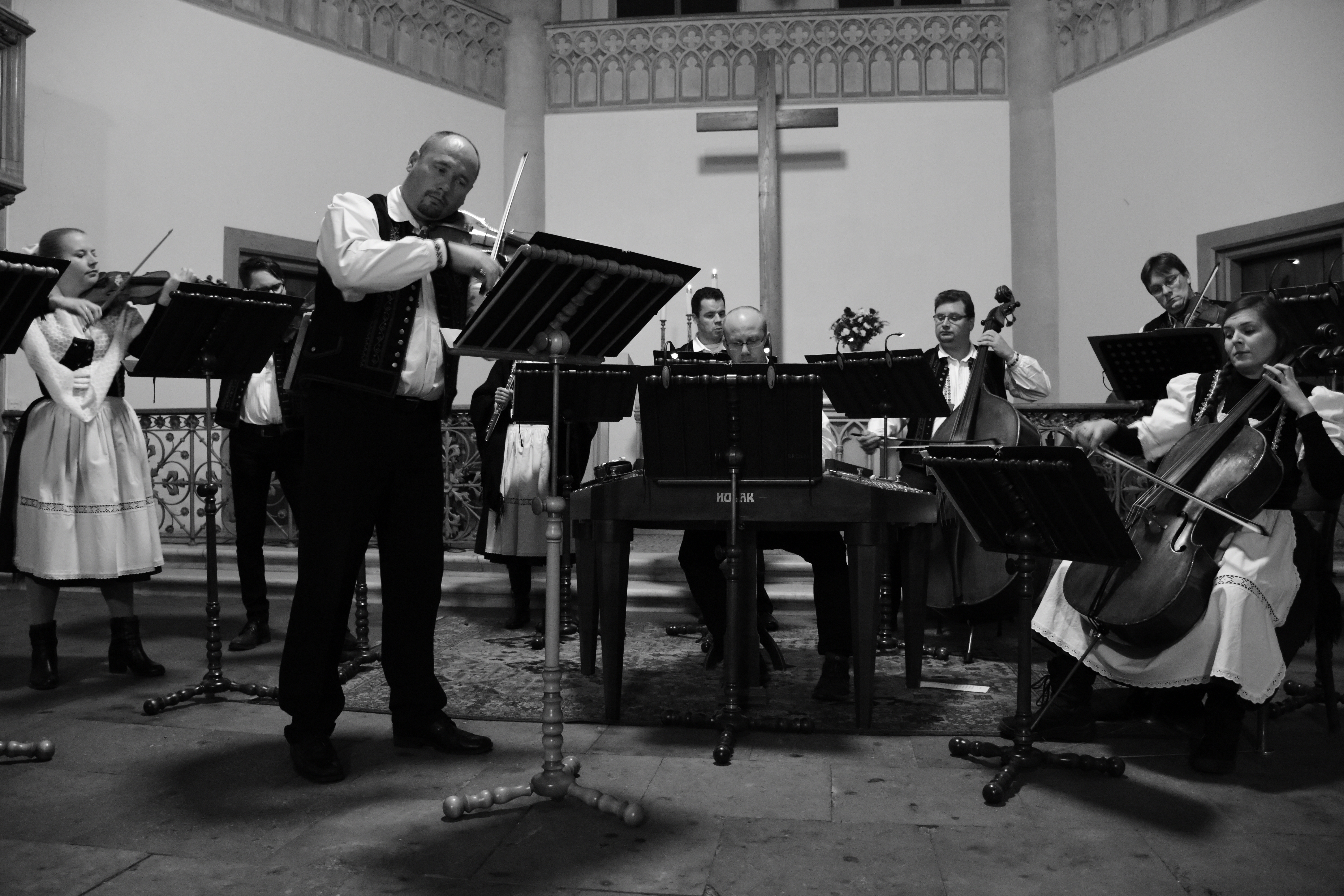
BROLN v Červeném kostele v Brně v roce 2016

Brněnský rozhlasový orchestr lidových nástrojů, zkráceně též BROLN je folklórní hudební skupina, jež působila v brněnském studiu Československého rozhlasu, po jeho obnovení nyní působí tamtéž pod patronací Českého rozhlasu.
Jedná se o hudební těleso, které vzniklo na počátku roku 1952 a bylo programově zaměřeno na lidovou hudbu, zejména hudbu moravskou. Svoji první rozhlasovou nahrávku orchestr pořídil v únoru 1952. Základním uměleckým cílem orchestru byla vkusná interpretace lidové hudby, a to jak lidových písní, tak i děl instrumentálních.
Kapela vznikla spojením tří původních folklórních souborů původem ze Slovácka, Valašska a z Hané.
Jejím prvním uměleckým vedoucím byl Jaroslav Jurášek, dirigenty pak Alois Fiala a Emanuel Kuksa, hostujícím dirigentem byl Jaromír Dadák.
Ke spolupráci s orchestrem byli často zváni různí sóloví zpěváci, vynikající instrumentalisté, někdy i celé folklórní skupiny i pěvecké sbory z nejrůznějších československých folklórních oblastí Čech, Moravy i Slovenska.

## Počáteční personální složení
V souboru zpočátku působili, mimo jiné, například tito umělci:
- Dušan Holý z Horňácka
- Luboš Holý z Horňácka
- Božena Šebetovská z Podluží
- Jožka Severin z Podluží
- Jarmila Šuláková z Valašska
- Jiřina Mikulenková z Valašska
- Věra Příkazská z Čech (objev z celostátní soutěže v přednesu lidových písní)
- Milana Križo ze Slovenska
- Václav Halíř operní pěvec, původem z Hané (od roku 1954)
- Jan Gašpar Hrisko, slovenský hráč na cimbál (od roku 1954)
- Bohdan Warchal, slovenský houslista a první primáš (od roku 1955), později jej vystřídal Zdeněk Nečesánek a po něm pak Bohumil Smejkal

## Další známí spolupracovníci
- Josef Berg, hudební skladatel, spisovatel a muzikolog, stál u zrodu BROLNu, napsal pro soubor množství úprav i vlastních skladeb
- Miloš Štědroň, muzikolog a hudební skladatel
- Vlastimil Peška, herec, režisér, dramatik a hudební skladatel, dramaturg souboru od roku 1990.[1]
- Jindřich Hovorka (starší)[2], umělecký vedoucí souboru, od roku 1974 do roku 2006 kdy zemřel.
- Helena Červenková–Gadasová, cimbalistka, rodačka ze Slavičína.[3][4]

## Rozhlasové pořady
- Od 1. listopadu 1953 pravidelná půlhodinka nazvané Na pěknú notečku

## Chronologie
- 1. února 1952 – vznik souboru na půdě Československého rozhlasu
- 31. října 1993 – ukončení činnosti pod patronací Českého rozhlasu, soubor existoval dál jakožto občanské sdružení
- 2006 – činnost kapely opět obnovena v menším rozsahu pod křídly Českého rozhlasu